# Eileen Brennanová
Eileen Brennanová (3. září 1932, Los Angeles, Kalifornie, USA – 28. července 2013, Burbank) byla americká herečka.
Významná byla její role ve filmu Vojín Benjaminová, ve kterém hrála s Goldie Hawnovou a za kterou byla nominována Oscara v kategorii nejlepší herečky ve vedlejší roli. Za tutéž roli ve stejnojmenném televizním seriálu, kde ovšem hlavní roli hrála Lorna Pattersonová, získala cenu Emmy a Zlatý glóbus. Na cenu Emmy byla nominována také za role v seriálech Newhart, Thirtysomething, Taxi a Will a Grace.